# Gaetano Donizetti
Domenico Gaetano Maria Donizetti (Bérgamo, 29 de novembro de 1797 — Bérgamo, 8 de abril de 1848) foi um compositor de óperas italiano, um dos mais fecundos do Romantismo.

## Vida
Nasceu numa família pobre sem tradições no mundo da música, mas em 1806, foi um dos primeiros alunos da escola caritativa de Bergamo.
Donizetti iniciou os seus estudos musicais com Simon Mayr em Bérgamo e, em seguida com Mattei em Bolonha. Nas suas primeiras peças compõe apenas composições religiosas num estilo restrito.
Em 1814 regressa a Bergamo ficando responsável pela música na Igreja de Santa Maria Maggiore.
Em 1818 é representada a sua primeira ópera, Enrico di Borgogna, em Veneza. O seu primeiro grande sucesso foi com a ópera Esule di Roma, estreada em 1828 em Nápoles.
Donizetti é muito conhecido pelas suas óperas, mas também compôs outros tipos de música, como quartetos de cordas, obras orquestrais etc.

## Óperas
- Il Pigmalione (1816; 13.10.1960 Teatro Donizetti, Bergamo)
- Enrico di Borgogna (14.11.1818 Teatro San Luca, Veneza)
- Una follia (17.12.1818 Teatro San Luca, Veneza) (perdida)
- Le nozze in villa (1821? Teatro Vecchio, Mantua)
- Il falegname di Livonia, ossia Pietro il grande (26.12.1819 Teatro San Samuele, Veneza)
- Zoraïda di Granata (28.1.1822 Teatro Argentino, Roma)
- La zingara (12.5.1822 Teatro Nuovo, Nápoles)
- La lettera anonima (29.6.1822 Teatro del Fondo, Nápoles)
- Chiara e Serafina, ossia I pirati (26.10.1822 Teatro alla Scala Milão)
- Alfredo il grande (2.7.1823 Teatro San Carlo, Nápoles)
- Il fortunato inganno (3.9.1823 Teatro Nuovo, Nápoles)
- Zoraïda di Granata [rev] (7.1.1824 Teatro Argentino, Roma)
- L'ajo nell'imbarazzo (4.2.1824 Teatro Valle, Roma)
- Emilia di Liverpool (28.7.1824 Teatro Nuovo, Nápoles) (L'eremitaggio di Liverpool)
- Alahor in Granata (7.1.1826 Teatro Carolino, Palermo)
- Don Gregorio [rev of L'ajo nell'imbarazzo] (11.6.1826 Teatro Nuovo, Nápoles)
- Elvida (6.7.1826 Teatro San Carlo, Nápoles)
- Gabriella di Vergy (1826; 29.11.1869 Teatro San Carlo, Nápoles) (Gabriella)
- Olivo e Pasquale (7.1.1827 Teatro Valle, Roma)
- Olivo e Pasquale [rev] (1.9.1827 Teatro Nuovo, Nápoles)
- Otto mesi in due ore (13.5.1827 Teatro Nuovo, Nápoles) (Gli esiliati in Siberia)
- Il borgomastro di Saardam (19.8.1827 Teatro del Fondo, Nápoles)
- Le convenienze teatrali (21.11.1827 Teatro Nuovo, Nápoles)
- L'esule di Roma, ossia Il proscritto (1.1.1828 Teatro San Carlo, Nápoles)
- Emilia di Liverpool[rev] (8.3.1828 Teatro Nuovo, Nápoles)
- Alina, regina di Golconda (12.5.1828 Teatro Carlo Felice, Genova)
- Gianni di Calais (2.8.1828 Teatro del Fondo, Nápoles)
- Il paria (12.1.1829 Teatro San Carlo, Nápoles)
- Il giovedi grasso (26.2.1829? Teatro del Fondo, Nápoles) (Il nuovo Pourceaugnac)
- Il castello di Kenilworth (6.7.1829 Teatro San Carlo, Napoles)
- Alina, regina di Golconda [rev] (10.10.1829 Teatro Valle, Roma)
- I pazzi per progetto (6.2.1830 Teatro San Carlo, Nápoles)
- Il diluvio universale (28.2.1830 Teatro San Carlo, Nápoles)
- Imelda de Lambertazzi (5.9.1830 Teatro San Carlo, Nápoles)
- Anna Bolena (26.12.1830 Teatro Carcano, Milão)
- Le convenienze ed inconvenienze teatrali [rev of Le convenienze teatrali] (20.4.1831 Teatro Canobbiana, Milão)
- Gianni di Parigi (1831; 10.9.1839 Teatro alla Scala Milão)
- Francesca di Foix (30.5.1831 Teatro San Carlo, Nápoles)
- La romanziera e l'uomo nero (18.6.1831 Teatro del Fondo, Nápoles) (libretto perdido)
- Fausta (12.1.1832 Teatro San Carlo, Nápoles)
- Ugo, conte di Parigi (13.3.1832 Teatro alla Scala Milão)
- L'Elisir d'Amore (12.5.1832 Teatro Canobbiana, Milão)
- Sancia di Castiglia (4.11.1832 Teatro San Carlo, Nápoles)
- Il furioso all'isola di San Domingo (2.1.1833 Teatro Valle, Roma)
- Otto mesi in due ore [rev] (1833, Livorno)
- Parisina (17.3.1833 Teatro della Pergola, Florença)
- Torquato Tasso (9.9.1833 Teatro Valle, Roma)
- Lucrezia Borgia (26.12.1833 Teatro alla Scala Milão)
- Il diluvio universale [rev] (17.1.1834 Teatro Carlo Felice, Génova)
- Rosmonda d'Inghilterra (27.2.1834 Teatro della Pergola, Florença)
- Maria Stuarda [rev] (18.10.1834 Teatro San Carlo, Naples) (Buondelmonte)
- Gemma di Vergy (26.10.1834 Teatro alla Scala Milão)
- Maria Stuarda (30.12.1835 Teatro alla Scala Milão)
- Marin Faliero (12.3.1835 Théâtre-Italien, Paris)
- Lucia di Lammermoor (26.9.1835 Teatro San Carlo, Nápoles)
- Belisario (4.2.1836 Teatro La Fenice, Veneza)
- Il campanello di notte (1.6.1836 Teatro Nuovo, Nápoles)
- Betly, o La capanna svizzera (21.8.1836 Teatro Nuovo, Nápoles)
- L'assedio di Calais (19.11.1836 Teatro San Carlo, Nápoles)
- Pia de' Tolomei (18.2.1837 Teatro Apollo, Veneza)
- Pia de' Tolomei [rev] (31.7.1837, Sinigaglia)
- Betly [rev] ((?) 29.9.1837 Teatro del Fondo, Nápoles)
- Roberto Devereux (28.10.1837 Teatro San Carlo, Nápoles)
- Maria de Rudenz (30.1.1838 Teatro La Fenice, Veneza)
- Gabriella di Vergy [rev] (1838; 8.1978 recording, Londres)
- Poliuto (1838; 30.11.1848 Teatro San Carlo, Nápoles)
- Pia de' Tolomei [rev 2] (30.9.1838 Teatro San Carlo, Nápoles)
- Lucie de Lammermoor [rev of Lucia di Lammermoor] (6.8.1839 Théâtre de la Rennaisance, Paris)
- Le duc d'Albe (1839; 22.3.1882 Teatro Apollo, Roma) (Il duca d'Alba)
- Lucrezia Borgia [rev] (11.1.1840 Teatro alla Scala Milão)
- Poliuto [rev] (10.4.1840 Opéra, Paris) (Les martyrs)
- La fille du régiment (11.2.1840 Opéra-Comique, Paris)
- L'ange de Nisida (1839;?)
- Lucrezia Borgia [rev 2] (31.10.1840 Théâtre-Italien, Paris)
- La favorite [rev of L'ange de Nisida] (2.12.1840 Opéra, Paris)
- Adelia (11.2.1841 Teatro Apollo, Roma)
- Rita, ou Le mari battu (1841; 7.5.1860 Opéra-Comique, Paris) (Deux hommes et une femme)
- Maria Padilla(26.12.1841 Teatro alla Scala Milão)
- Linda di Chamounix (19.5.1842 Kärntnertortheater, Viena)
- Linda di Chamounix [rev] (17.11.1842 Théâtre-Italien, Paris)
- Caterina Cornaro (18.1.1844 Teatro San Carlo, Nápoles)
- Don Pasquale (3.1.1843 Théâtre-Italien, Paris)
- Maria di Rohan (5.6.1843 Kärntnertortheater, Viena)
- Dom Sébastien (13.11.1843 Opéra, Paris)
- Dom Sébastien [rev] (6.2.1845 Kärntnertortheater, Viena)

## Música Sacra
- Messa da Requiem

### Partituras
- Obras de Gaetano Donizetti no International Music Score Library Project
- Sheet music for download
- Partituras gratuitas de Gaetano Donizetti na CPDL, a Biblioteca Coral de Domínio Público

### Partituras para download
- Donizetti String Quartet No.18
- Donizetti cylinder recordings